# Martinskirche (Mannheim)

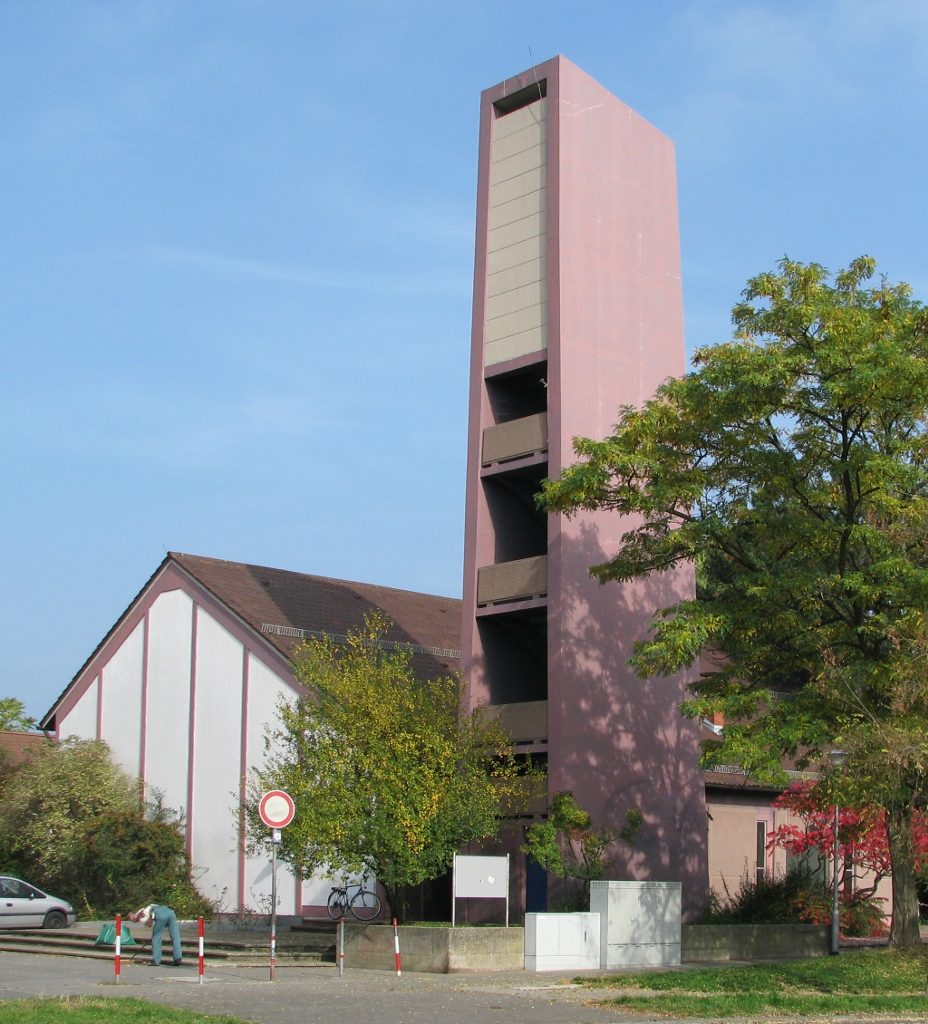
Martinskirche

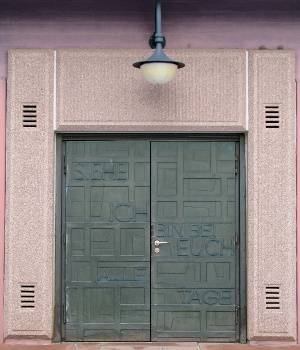
Portal

Die Martinskirche ist eine evangelische Kirche in dem zu Mannheim gehörenden Ortsteil Rheinau-Süd. Sie wurde zwischen 1965 und 1967 nach den Plänen von Fritz Henning erbaut.

## Geschichte
Ab 1933 entstand südlich von Mannheim auf Brühler Gemarkung eine Siedlung der I.G. Farben (heute BASF). Die evangelischen Einwohner wurden zunächst von Brühl aus betreut, ehe sie 1941 nach Mannheim umgepfarrt wurden. 1944 wurde die Siedlung auch politisch von Mannheim eingemeindet. Ab 1946 wurden in der Schule Gottesdienste gefeiert bis 1954 ein Gemeindehaus errichtet wurde. Hier hielten die Vikare der Rheinauer Michaelskirche (heute Versöhnungskirche) regelmäßig Sonntagsgottesdienst. 1959 wurde die Martinsgemeinde eigenständig und im Jahr darauf ein Pfarrvikariat eingerichtet, ehe 1964 die Martinsgemeinde eine selbständige Pfarrstelle wurde. 1965 wurde der Grundstein für die Martinskirche gelegt und zwei Jahre später am 31. Oktober 1967 konnte sie eingeweiht werden. Zwischen 1990 und 1992 wurde sie renoviert.
2016 fand nach mehrjährigem Umbau durch das Architekturbüro klinkenberg | architektur BDA die Einweihung der neuen Gemeinderäume und des Gottesdienstraumes statt, die als freistehender Block im Kirchenschiff nach dem Architekturprinzip „Haus-im-Haus“ in die bestehende Kirche eingebaut wurden.

## Beschreibung
Die Martinskirche steht im Süden der alten Kernsiedlung von Rheinau-Süd. Das Satteldach ist tief heruntergezogen und erinnert an ein Zelt. Der Glockenturm ist freistehend. Ihr heutiges Aussehen erhielt die Kirche nach der Renovierung 1992.
Das Geläut besteht aus drei Glocken. Die kleine Glocke hat die Inschrift „Glaube“ und „Liebe“. Sie wurde bereits 1957 von der Glockengießerei Bachert gegossen und befand sich ursprünglich im Dachreiter des Gemeindehauses. Mit dem Bau der Martinskirche folgten 1966 und 1967 die beiden anderen Glocken mit den Tonhöhen c und b. Sie tragen die Inschriften „Hoffnung“ und „Geduld“ sowie „Zu Ehre Gottes“,  „Friede“ und „Freude“.